# Pembai füleskuvik
A pembai füleskuvik (Otus pembaensis) a madarak (Aves) osztályának a bagolyalakúak (Strigiformes) rendjéhez, ezen belül a bagolyfélék (Strigidae) családjához tartozó faj.

## Rendszerezése
A fajt Hercules Wingfield Pakenham ornitológus írta le 1937-ban.

## Előfordulása
Kelet-Afrikában, a Tanzániához tartozó Pemba szigetén honos. Természetes élőhelyei a szubtrópusi vagy trópusi síkvidéki esőerdők, valamint ültetvények. Állandó, nem vonuló faj.

## Megjelenése
Testhossza 16 centiméter.

## Természetvédelmi helyzete
Az elterjedési területe kicsi, egyedszáma 3000 példány körüli és csökken. A Természetvédelmi Világszövetség Vörös listáján sebezhető fajként szerepel.

## További információ
- Képek az interneten a fajról
- Xeno-canto.org - a faj hangja és elterjedési területe